# П'єр Буль
П'єр Буль (фр. Pierre Boulle; 20 лютого 1912, Авіньйон — 30 січня 1994, Париж) — французький письменник. Відомий своїми фантастичними (зокрема, науково-фантастичними) та реалістичними (зокрема, антивоєнними) творами.

## Коротка біографія
Здобув спеціальність електрика, виїхав на Далекий схід. Під час Другої світової війни брав участь у бойових діях в складі «Вільної Франції» — Бірма, Індонезія, Китай, потрапив до полону. Про свої поневіряння як військовополоненого в Південно-Східній Азії описав у творі «Міст через річку Квай» — аби не втратити потяг до життя, почав тихцем писати щоденника.
1944 року Булю вдалося втекти із полону. Після закінчення війни облаштувався в Малайзії. Літературі себе присвятив по поверненні на батьківщину.
Після війни, коли він повернувся на звільнену батьківщину, генерал де Голль нагородив його кількома медалями за подвиги. Відразу ж він почав думати про те, що робити зі своїм життям після стількох пригод. Одного разу, з примхи, він вирішив продати все, що мав, і оселився в маленькому готелі в Парижі, щоб писати.
Він став відомим письменником, жив зі своєю овдовілою сестрою Мадлен і по-батьківськи опікувався своєю маленькою племінницею Франсуазою, розповідаючи їй все про свої романи, перш ніж писати їх. Переконаний холостяк, Буль писав щодня; з 1950 по 1992 рік він видавав по книзі майже щороку, в тому числі два романи, які були опубліковані в усьому світі і вважаються класикою. Пригодницький роман «Міст через річку Квай», опублікований у 1952 році, частково натхненний спогадами про його поїздки до Південно-Східної Азії до і під час Другої світової війни, а також особистими розповідями, які він зібрав, і науково-фантастичний роман «Планета мавп», опублікований у 1963 році, найвідоміший з його романів, перекладений кількома мовами, і предмет численних екранізацій.
Так Буль жив до кінця свого життя, розділяючи свій час між Парижем і заміським будинком в Отрі-ле-Шатель у регіоні Луари, і пишучи книги, в яких він насолоджувався, перш за все, конструюванням зустрічі двох речей: «простого і дивного».
Він помер 30 січня 1994 року. Його урна була встановлена на ділянці 40 598 колумбарію на кладовищі Пер-Лашез. У листопаді 2002 року його прах був остаточно похований у родинному склепі на кладовищі Сен-Веран в Авіньйоні.

## Твори
- «Міст через річку Квай», (Le Pont de la Riviere Kwai), 1952,
- «Ідеальний робот» (Le Parfait robot),
- «E=Mc² або роман ідеї» (E=Mc² ou le roman d'une idee), 1957,
- «Чудо» (Le miracle), 1957,
- «Планета мавп» (La Planète des singes), 1963,
- «Розповіді про милосердя», збірка, 1965,
- «Коли не вийшло у змія» (Quand le Serpent Échoua), 1970,
- З-поміж нас сатана! (A nous deux, Satan!), 1994,
- «Викрадення обеліска», (L'Enlèvement de l'Obélisque,) 2007, пародійні детективні оповіді.

## Екранізації
- «Міст через річку Квай», 1957
- «Планета мавп», 1968, «Планета мавп», 2001

## Переклади українською
- П'єр Буль. Міст через річку Куай. / переклад з французької Владислав Борсук та Анатоль Перепадя. // Всесвіт. — 1992. — № 08. — С. 3–68.
- П'єр Буль. Не так сталося, як гадалося. / переклад з французької Марія Венгренівська. // Всесвіт. — 1994. — № 03.
- П'єр Буль. Загадковий святий. / переклад з французької Степан Пінчук. // Всесвіт. — 1990. — № 12.
- П'єр Буль. Нескінченна ніч. / переклад з французької Олександр Секретарьов. // Всесвіт. — 1985. — № 02.
- П'єр Буль. Планета мавп. / переклад з французької Василь Лаптійчук. // Навчальна книга - Богдан. — 2024. — 168 с. — ISBN 978-966-10-8749-0